# Attier
Pour les articles homonymes, voir Pommier et Cannelle (homonymie).
Espèce
Classification phylogénétique
Ne doit pas être confondu avec Annona senegalensis.
L'attier ou pommier cannelle (Annona squamosa) est une espèce de plantes à fleurs de la famille des Annonaceae et du genre Annona. C'est un arbuste fruitier originaire d'Amérique tropicale.

## Description
L'attier est un petit arbre très ramifié de 3 à 8 mètres de haut très similaire au corossol (Annona muricata).
Son feuillage caduc forme une large couronne ouverte sur un tronc court.
Son fruit, de la grosseur d'une pomme, est très populaire sur les marchés tropicaux. Il est appelé atte, pomme cannelle (pocanelle en créole), pomme écailleuse, pomme douce. Sous ses écailles épaisses et molles se trouve une chair blanche, tendre, sucrée et parfumée qui se mange telle quelle. Elle est granuleuse près de l'écorce. Cette chair est criblée d'une cinquantaine de pépins noirs ovales et aplatis d'environ 1 cm de longueur. 
L'atte a un parfum rappelant la cannelle ; il est riche en sucre, en vitamines B et C, en phosphore et en fibres.

## Répartition

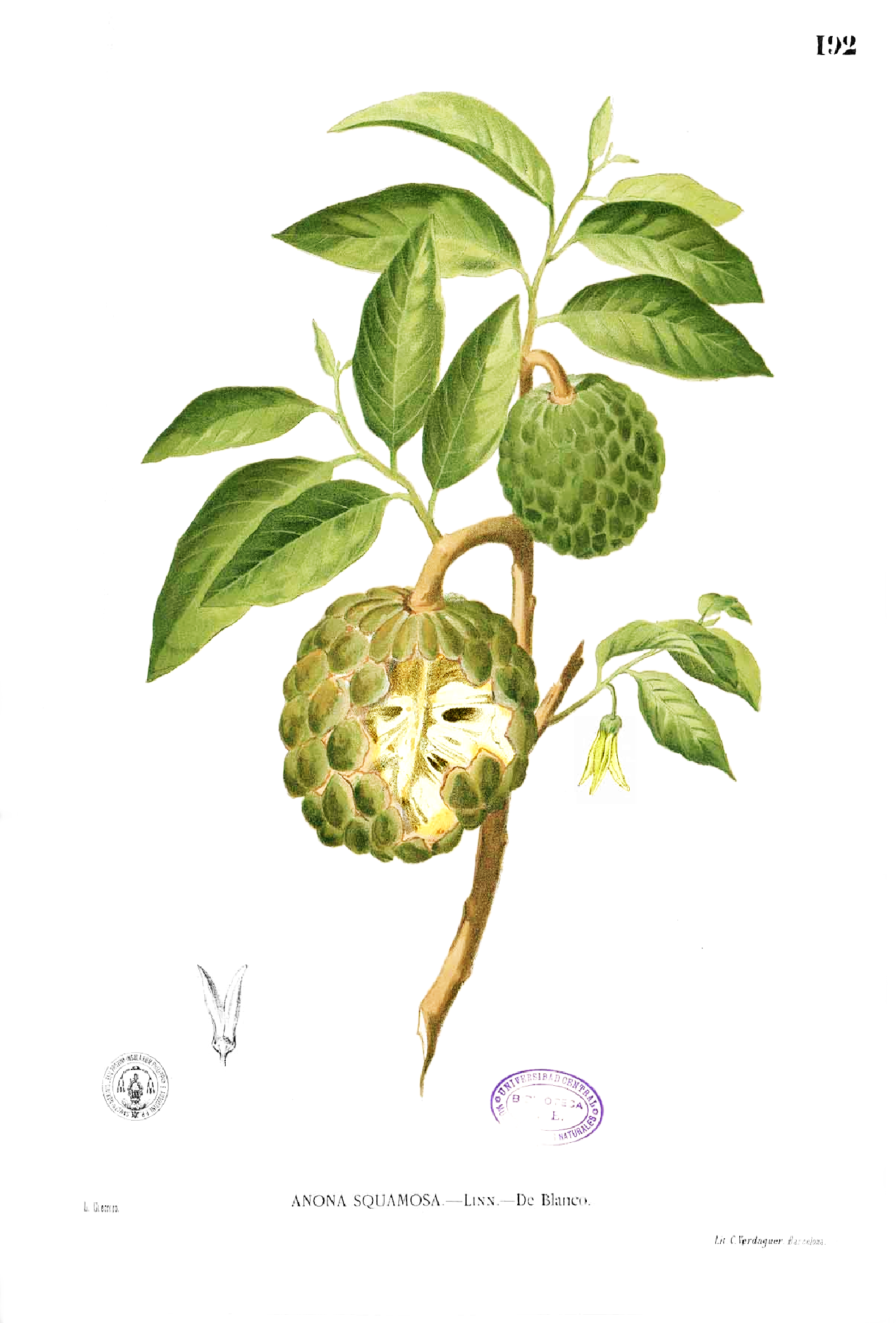
Illustration dans la Flore des Philippines de Francisco Manuel Blanco

Il est cultivé dans la plupart des régions subtropicales : en Amérique latine, en Asie du Sud et du Sud-Est où il a été introduit dès le XVIe siècle, autour de l'océan Indien et de l'océan Pacifique, aux Antilles (principalement en Martinique). À La Réunion, où on le trouve surtout à Saint-Leu, on utilise également le terme zatte, sous l'influence du créole réunionnais.  À Madagascar on l'appelle Voazato ou Konikony. La pomme cannelle est également très présente en Nouvelle-Calédonie, où on la trouve fréquemment le long des routes et en milieu sauvage, et en Polynésie française, où elle est souvent appelée par son nom tahitien tapotapo. Au Vietnam, elle s'appelle (trái) mãng cầu au Sud ou (quả) na au Nord. Cette plante est aussi présente en Afrique subsaharienne et en Egypte.

## Culture
Comme la plupart des espèces d'Annona, l'attier nécessite un climat tropical ou subtropical avec des températures estivales de 25 °C à 41 °C, et une moyenne des températures hivernales au-dessus de 15 °C. Il est sensible au froid et au gel. Il perd ses feuilles en dessous de 10 °C et meurt s'il est exposé à des températures négatives. Il est seulement modérément tolérant à la sécheresse, nécessitant au moins 700 mm de précipitations annuelles, et ne produira pas de fruits en période de sécheresse.
Dans de bonnes conditions, il est très prolifique, et produit des fruits dès deux ou trois ans après le semis. À cinq ans l'arbre peut produire jusqu'à 50 pommes cannelle.

### Pollinisation

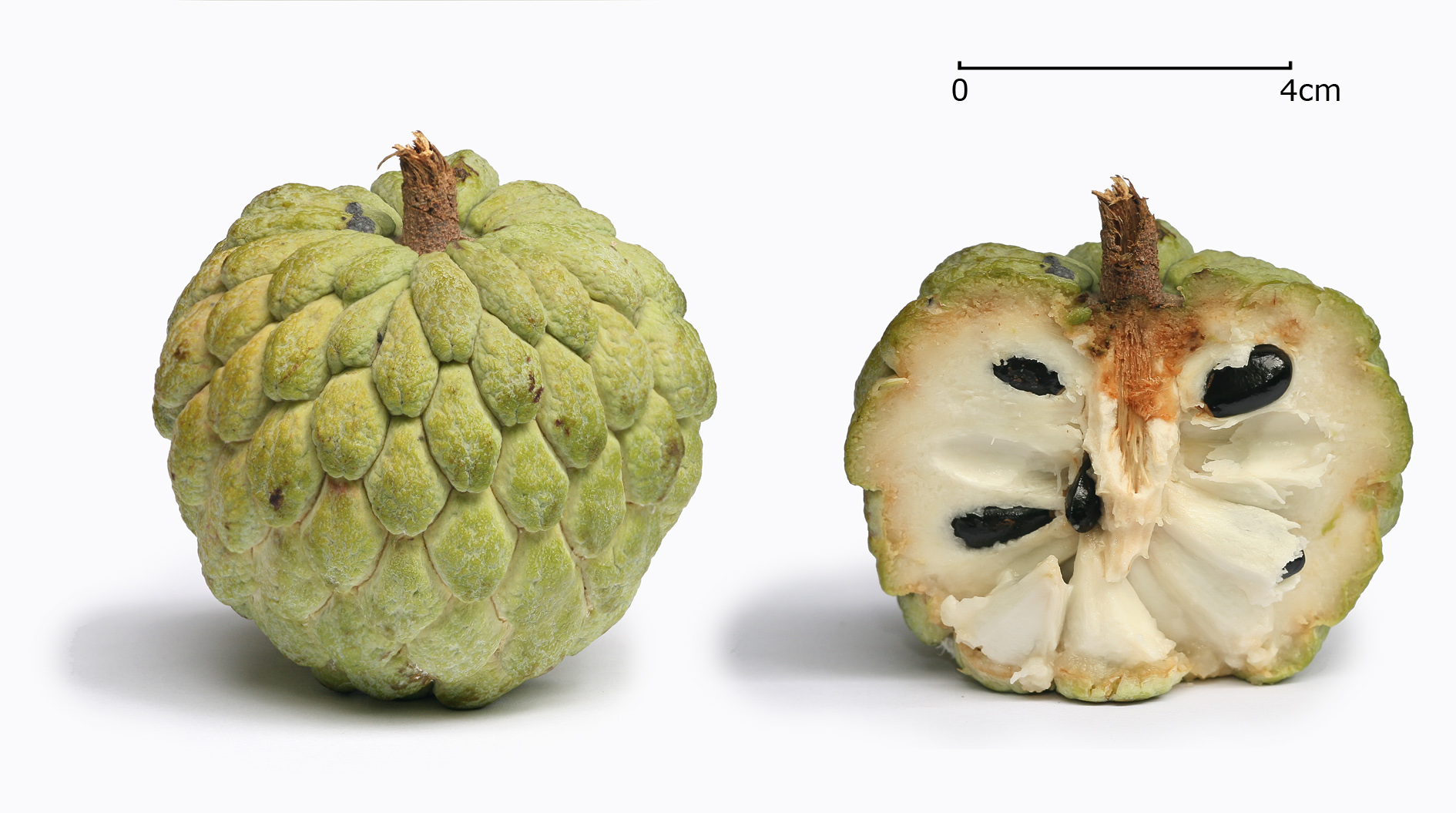
Atte vue en coupe

Une faible production de fruits a été rapportée en Floride parce qu'il y a peu de pollinisateurs naturels (les abeilles pénètrent difficilement les fleurs femelles fermées hermétiquement) ; Toutefois, la pollinisation à la main avec une brosse en fibres naturelles est efficace pour augmenter le rendement. Les pollinisateurs naturels sont les coléoptères (Coleoptera) des familles Nitidulidae, Staphylinidae, Chrysomelidae, Curculionidae et Scarabeidae. Aux Philippines, le fruit est couramment consommé par la roussette (kabag ou kabog), qui propage ensuite les graines d'île en île. L'attier est une plante hôte pour les larves du papillon Graphium agamemnon.

## Usages
L'attier est consommé pour sa chair, notamment en Nouvelle-Calédonie.
L'huile extraite des graines est employée contre les parasites agricoles.
Au Mexique, les feuilles sont frottées sur les planchers et mises dans les nids de poules pour repousser les poux.

## Constituants chimiques
L'alcaloïde diterpénoïde atisine est l'alcaloïde le plus abondant dans la racine. On trouve aussi de l'oxophoebine , reticuline, atidine, histisine, hetisine, hetidine, heterophyllisine, heterophylline, heterlophylline, isoatisine, dihydroatisine et l'huile de citronnelle. Bayer AG a breveté le procédé d'extraction de l'acétogénine annonine, ainsi que son utilisation comme biopesticide.

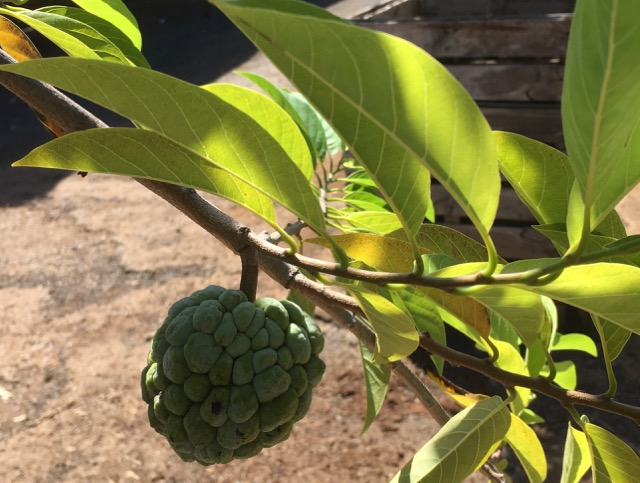
Pomme cannelle ou atte